# 我们还剩下什么
《我们还剩下什么》（英语：What Remains of Us），西藏纪录片，加拿大电影公司（NFB）赞助拍摄，由Francois Prevost和Hugo Latulippe共同执导完成，前后在西藏秘密拍摄长达八年（1996年-2004年）。十四世达赖喇嘛自1959年流亡印度后，一直未能返乡。一次Francois和Hugo采访达赖喇嘛，在他们的请求下，达赖喇嘛面对镜头，为喜马拉雅山北面的藏民留下了约5分钟教诲。而后他们冒险携带该录影带进入西藏，在高原的乡村偷偷播放给藏民看，2000年后加拿大籍藏裔女孩卡桑·多玛（Kalsang Dolma）也加入了这项工作，影片纪录下了当时的观看场景。

## 获奖
- 2008年1月，参加第十八届特隆姆瑟国际电影节影展，并入围挪威和平电影奖。[1]
- 2005年5月，美国特柳賴德電影節最佳影片
- 2005年2月，加拿大蒙特利爾加拿大影評人協會最佳影片
- 2004年12月，加拿大多伦多國際電影節2004年十佳加拿大電影
- 2004年10月，美国比華利山好莱坞电影节（英语：Hollywood Film Festival）最佳纪录片奖
- 2004年9月，加拿大溫哥華國際電影節最受歡迎加拿大電影
- 2004年9月，加拿大哈利法克斯大西洋电影节（英语：FIN Atlantic Film Festival）人民選擇獎、加拿大最佳影片獎